# Komazawa
Komazawa (jap. 駒沢町, Komazawa-machi, vor 1925 駒沢村, Komazawa-mura) war eine kreisangehörige Stadt (machi) im Kreis Ebara der japanischen Präfektur Tokio im Süden der antiken Provinz Musashi. Als Teil der „Groß-Tokio“-Eingemeindungen von 1932 wurde Komazawa in die Stadt Tokio eingemeindet und dort Teil des Bezirks Setagaya.

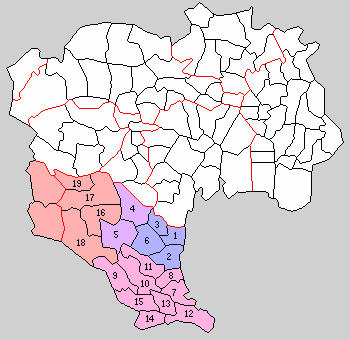
Karte mit den Grenzen der reformierten Städte und Dörfer sowie der bisherigen Stadtkreise/Bezirke der neuen Stadt Tokio in der Präfektur Tokio nach der Großen Meiji-Gebietsreform 1889, nummeriert die Gemeinden des Kreises Ebara, 16 ist Komazawa-mura. Angrenzende Gemeinden waren fortan die -mura 17. Setagaya, 18. Tamagawa, 5. Hibusuma und 4. Meguro.

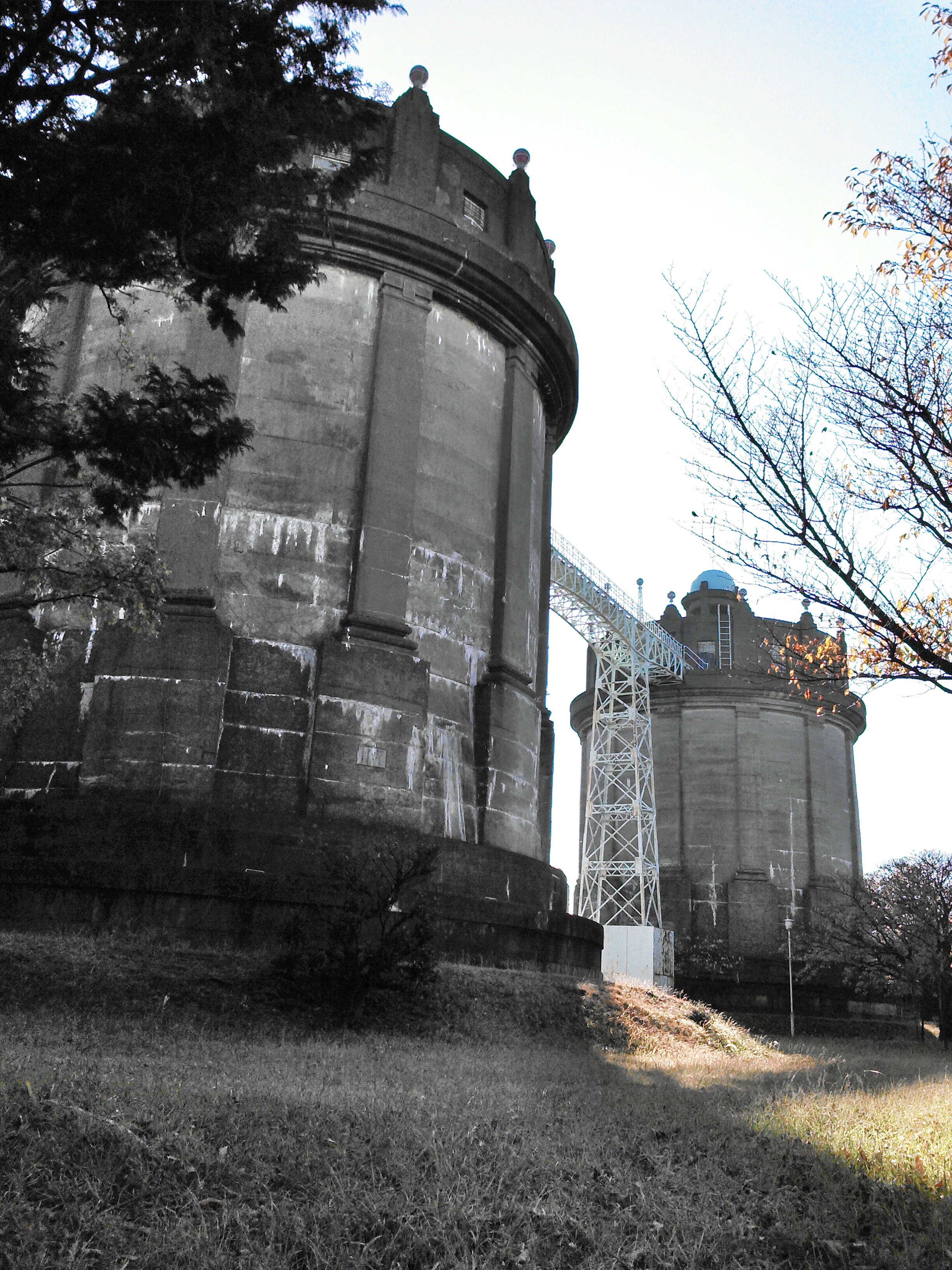
Die 1923 errichteten Komazawa-Wassertürme

Als moderne Gemeinde entstand Komazawa 1889 aus den Dörfern Kami- („Ober-“) und Shimo-Umahikizawa („Unter-Umahikizawa“; 上・下馬引沢村), Nozawa (野沢村), Tsurumaki (弦巻村), Setagaya-Shinmachi (世田ヶ谷新町村, Setagaya-Shinmachi-mura, „Dorf Setagaya-Neustadt“) und Fukasawa (深沢村). Das Koma- (駒) im Namen Komazawa kommt von dem Uma/Ma (馬, Pferd) in Umahikizawa, das sawa/-zawa (沢, Sumpf) von Nozawa und Fukasawa. Im Oktober 1925 wurde Komazawa zur Stadt.
Vor der Meiji-Restauration hatte der Großteil der Vorläuferdörfer zur Domäne des Shōguns und dessen kleineren Vasallen gehört, Teile von Umahikzawa und Tsurumaki waren Teil des Setagaya-Territoriums, einer Exklave des Fürstentums Hikone der Ii (siehe auch Setagaya (Stadtteil)). Danach kam die Gegend zur Präfektur Shinagawa, die 1871 nach Tokio eingegliedert wurde.
Das frühere Gebiet der Stadt Komazawa erstreckt sich in folgende heutige Ortsteile von Setagaya: Shimouma (下馬), Kamiuma (上馬), Tsurumaki (弦巻), Nozawa (野沢), Komazawa (駒沢), Komazawa-kōen (駒沢公園), Sakura-Shinmachi (桜新町), Shinmachi (新町).